# Bart Van Avermaet
Bart Van Avermaet (Duffel, 26 juli 1961) is een Vlaams acteur.
In 1983 studeerde Van Avermaet af aan het conservatorium van Antwerpen, waar hij les kreeg van onder anderen Dora van der Groen. Daarna was hij verbonden aan onder meer het Koninklijk Jeugdtheater en het Raamtheater. Sinds 1993 speelt hij ook rollen in televisieseries.
Bekendheid verkreeg hij door zijn rol van Poolse immigrant Waldek Kozinski in de soapserie Thuis.
Van Avermaet is sinds 2005 ambassadeur van de Federatie Pleegzorg Vlaanderen.

## Rollen voor televisie
- Familie (1992) - John
- Het Park (1993) - Peeters
- Familie Backeljau (1995) - Albert
- Wittekerke (1995) - als Regisseur Toni
- Heterdaad (1999) - Filip Peeters
- De Kotmadam (1998) - Journalist
- Thuis (1999) - medewerker interimkantoor
- Brussel Nieuwsstraat (2000)
- Flikken (2000) - Autobestuurder
- Wittekerke (2000) - als Jean De Putter
- Spoed (2000) - Stefan
- Familie (2001) - Kurt Smits
- Thuis (2001-heden) - Waldek Kozinski
- Rupel (2004) - Jan Govaerts
- Flikken (2004) - E.H. Delarue
- F.C. De Kampioenen (2008, 2011) - Luitenant De Decker
- Goesting (2010) - Ronny
- De Pretshow (2010) - Walter